# جورج تيلمان الابن
جورج تيلمان الابن (بالإنجليزية: George Tillman Jr.) (و. 1969  م) هو مخرج أفلام، وكاتب سيناريو، ومنتج أفلام أمريكي، ولد في ميلواكي، ويسكنسن.

## التعليم
تعلم في كلية كولومبيا في شيكاغو ‏.

## وصلات خارجية
- جورج تيلمان الابن على موقع IMDb (الإنجليزية)
- جورج تيلمان الابن على موقع ميتاكريتيك (الإنجليزية)
- جورج تيلمان الابن على موقع روتن توميتوز (الإنجليزية)
- جورج تيلمان الابن على موقع ألو سيني (الفرنسية)
- جورج تيلمان الابن على موقع ميوزك برينز (الإنجليزية)
- جورج تيلمان الابن على موقع أول موفي (الإنجليزية)
- جورج تيلمان الابن على موقع بوكس أوفيس موجو (الإنجليزية)
- جورج تيلمان الابن على موقع قاعدة بيانات الأفلام السويدية (السويدية)
- جورج تيلمان الابن على موقع قاعدة بيانات الفيلم (الإنجليزية)
- جورج تيلمان الابن على موقع كينوبويسك (الروسية)